# WWE Backlash
WWE Backlash é um evento de luta profissional produzido pela WWE, uma promoção de wrestling profissional com sede em Connecticut. É transmitido ao vivo e disponível apenas por meio de pay-per-view (PPV) e os serviços de streaming online Peacock e WWE Network. O evento foi criado em 1999 e foi o primeiro PPV mensal realizado após a descontinuação dos shows originais In Your House, que eram PPVs mensais realizados entre os PPVs "Cinco Grandes" da promoção na época: Royal Rumble, WrestleMania, King of the Ring, SummerSlam e Survivor Series. O Backlash inaugural foi originalmente anunciado como um show In Your House, mas a marca foi abandonada antes do evento acontecer.
O conceito original do pay-per-view foi baseado na reação do principal evento da WWE, a WrestleMania. Desde o seu início até 2009, o Backlash ocupou esta posição como o PPV pós-WrestleMania e foi realizado anualmente em abril, com exceção do evento de 2005, que foi realizado em maio. Após o evento de 2009, o Backlash foi descontinuado e substituído pelo Extreme Rules em 2010, mas após sete anos, foi reintegrado em 2016 e realizado em setembro como o PPV pós-SummerSlam daquele ano. Os eventos de 2017 e 2018 foram então realizados em maio, mas outros PPVs foram realizados entre WrestleMania e Backlash nesses dois anos. Um evento foi originalmente agendado para junho de 2019, mas foi cancelado e substituído por um evento único chamado Stomping Grounds. O Backlash então voltou em 2020 e foi realizado em junho. O evento de 2021 moveu o Backlash de volta para maio como o primeiro PPV realizado após a WrestleMania 37, portanto, o evento voltou ao seu conceito original com a série de eventos renomeada como "WrestleMania Backlash", mas o evento de 2023 voltou ao seu nome original, mantendo o tema pós-WrestleMania.
O evento de 2002 foi o primeiro PPV da WWE realizado após a implementação da extensão da marca original no mês anterior. Com a divisão da marca em vigor, os eventos de 2002 e 2003 apresentaram lutadores das marcas Raw e SmackDown, mas de 2004 a 2006, o Backlash foi realizado exclusivamente para a marca Raw. Após a WrestleMania 23 em 2007, os PPVs exclusivos da marca foram descontinuados, portanto, os eventos de 2007 a 2009 apresentaram lutadores do Raw, SmackDown e ECW, o último dos quais foi estabelecido como uma terceira marca em 2006, mas foi dissolvido em 2010. A marca a própria divisão terminou em 2011, mas foi reintroduzida em meados de 2016. Backlash foi então reintegrado como um PPV exclusivo do SmackDown naquele ano e foi o primeiro PPV exclusivo da marca da WWE da segunda divisão da marca. O evento de 2017 também foi exclusivo do SmackDown. Após a WrestleMania 34 em 2018, os PPVs exclusivos da marca foram novamente descontinuados, portanto, os eventos realizados desde então apresentaram as marcas Raw e SmackDown.

## História
De 1995 a 1999, a World Wrestling Federation (WWF, agora WWE) executou uma série de pay-per-views (PPV) mensais intitulados In Your House, que foram realizados entre os cinco principais PPVs da promoção na época: Royal Rumble, WrestleMania, King of the Ring, SummerSlam e Survivor Series. Em abril de 1999, o WWF eliminou gradualmente os eventos In Your House para estabelecer nomes permanentes para pay-per-views mensais a serem realizados entre esses cinco grandes eventos. Backlash foi posteriormente estabelecido para ser realizado após a WrestleMania XV, e ocorreu em 25 de abril de 1999, no Providence Civic Center em Providence, Rhode Island. A publicidade inicial do Backlash inaugural apresentava a marca "In Your House" até que foi discretamente abandonada nas semanas que antecederam o pay-per-view. O conceito do pay-per-view foi baseado na reação do principal evento do WWF, a WrestleMania.
Um segundo evento Backlash foi realizado no ano seguinte após a WrestleMania 2000, estabelecendo assim o Backlash como um PPV anual para o WWF. Com exceção do evento de 2005, que foi realizado em maio, o Backlash foi realizado todo mês de abril até o evento de 2009. Durante todo esse tempo, manteve sua posição como PPV pós-WrestleMania. Após o evento de 2009, no entanto, o Backlash foi descontinuado e substituído pelo Extreme Rules em 2010.
Em março de 2002, o WWF introduziu a extensão de marca na qual a lista foi dividida entre as marcas Raw e SmackDown, onde os lutadores foram designados exclusivamente para atuar. O Backlash de 2002 foi, por sua vez, o primeiro PPV da promoção realizado após a implementação da divisão da marca original e contou com lutadores de ambas as marcas. No mês seguinte ao evento de 2002, o WWF foi renomeado para World Wrestling Entertainment (WWE, que se tornou um inicialismo órfão em 2011). Enquanto o evento de 2003 também contou com lutadores de ambas as marcas, o evento de 2004 foi realizado exclusivamente para a marca Raw e continuou a ser exclusivo do Raw até o evento de 2006. Após a WrestleMania 23 em 2007, a WWE descontinuou os PPVs exclusivos da marca, portanto, os eventos de 2007 a 2009 apresentaram lutadores do Raw, SmackDown e ECW, que havia sido estabelecida como uma terceira marca em 2006, mas foi dissolvida em 2010, e a própria extensão da marca foi dissolvida em 2011.
Depois que o Backlash foi descontinuado após o evento de 2009, ele sofreu um hiato de sete anos. Durante esse período, em fevereiro de 2014, a WWE lançou seu serviço de streaming online, a WWE Network, e além do PPV tradicional, os eventos também ficaram disponíveis na Network. Em meados de 2016, a WWE reintroduziu a divisão da marca e também trouxe de volta os PPVs exclusivos da marca. Devido à necessidade de mais eventos PPV, o Backlash foi restabelecido, e o evento de 2016 foi realizado exclusivamente para a marca SmackDown e foi o primeiro PPV exclusivo da marca da segunda divisão da marca. O Backlash daquele ano também foi realizado em setembro após o SummerSlam, encerrando assim sua tradição anterior de ser o PPV pós-WrestleMania. O evento de 2017 foi transferido para maio e foi novamente exclusivo do SmackDown. Embora o evento tenha sido tecnicamente o primeiro PPV do SmackDown realizado após a WrestleMania 33, nenhuma das lutas foi uma reação negativa daquela WrestleMania. Além disso, o PPV exclusivo do Raw, Payback, foi realizado entre a WrestleMania 33 e o Backlash. O evento de 2018 foi originalmente programado para ser um PPV exclusivo do Raw, mas após a WrestleMania 34 daquele ano, a WWE novamente descontinuou os PPVs exclusivos da marca, portanto, os eventos realizados desde então apresentaram lutadores do Raw e do SmackDown. Embora o evento de 2018 tenha sido realizado em maio, o Greatest Royal Rumble foi realizado entre a WrestleMania 34 e o Backlash.
Em 2019, o Backlash estava originalmente programado para ser realizado em junho, no entanto, foi cancelado e substituído por um PPV único chamado Stomping Grounds. O Backlash então voltou em 2020 e foi realizado em junho daquele ano. O evento foi originalmente programado para ser realizado em Kansas City, Missouri, WWE Performance Center em Orlando, Flórida, sem fãs presentes, embora no final de maio, a WWE tenha começado a usar trainees do Performance Center para servir como público ao vivo. O evento de 2020, por sua vez, foi realizado no Performance Center e foi o primeiro evento PPV da WWE a ser anunciado após o início da pandemia.
Em agosto de 2020, a WWE transferiu os eventos do Raw e SmackDown para uma bolha biossegura chamada WWE ThunderDome, que foi hospedada pela primeira vez no Amway Center de Orlando. Em dezembro, o ThunderDome foi transferido para o Tropicana Field em St. Petersburg, Flórida, e, em abril de 2021, foi transferido para o Yuengling Center em Tampa, Flórida. O Backlash de 2021 foi, por sua vez, o primeiro PPV da WWE realizado no ThunderDome no Yuengling Center. O evento foi originalmente agendado para junho, mas foi transferido para maio. Isso, por sua vez, posicionou o evento de 2021 como o primeiro PPV realizado após a WrestleMania 37, portanto, o evento voltou ao seu conceito original e foi intitulado "WrestleMania Backlash". O evento de 2021 também foi o primeiro Backlash a ir ao ar no canal Peacock, após a fusão da versão americana da WWE Network sob Peacock em março daquele ano.
Em julho de 2021, a WWE retomou uma programação de turnês ao vivo. Em 11 de fevereiro de 2022, a WWE anunciou que o evento de 2022 também seria realizado sob o nome "WrestleMania Backlash". Em 8 de março de 2023, no entanto, o evento de 2023 foi anunciado e reverteu a série de eventos para seu nome original de Backlash, mas mantendo seu tema pós-WrestleMania. Também foi anunciado que aconteceria no sábado, 6 de maio de 2023, no Coliseo de Puerto Rico Jose Miguel Agrelot em San Juan, Porto Rico, marcando o primeiro evento da WWE realizado em Porto Rico desde a New Year's Revolution em 2005, e o segundo evento geral.
Em 2024, o evento foi anunciado para acontecer no sábado, 4 de maio de 2024, na comuna de Lyon, em Décines-Charpieu, na LDLC Arena, marcando o primeiro PPV e evento de transmissão ao vivo da WWE realizado na França. O evento foi intitulado Backlash France, marcando também o primeiro Backlash realizado fora da América do Norte.

## Eventos
|  | PPV exclusivo do Raw |  | PPV exclusivo do SmackDown |

| #                                                 | Evento                       | Data                   | Cidade                                      | Local                                      | Evento principal | Ref.                 |
| ------------------------------------------------- | ---------------------------- | ---------------------- | ------------------------------------------- | ------------------------------------------ | --- | -------------------- |
| 1                                                 | Backlash (1999)              | 25 de abril de 1999    | Providence, Rhode Island                    | Providence Civic Center                    | Stone Cold Steve Austin (c) vs. The Rock em uma luta No Holds Barred | [ 3 ] [ 44 ] [ 45 ]  |
| 2                                                 | Backlash (2000)              | 30 de abril de 2000    | Washington, D.C.                            | MCI Center                                 | Triple H (c) vs. The Rock pelo Campeonato da WWF com Shane McMahon como árbitro convidado especial | [ 3 ] [ 3 ]          |
| 3                                                 | Backlash (2001)              | 29 de abril de 2001    | Rosemont, Illinois                          | Allstate Arena                             | The Two Man Power Trip (Stone Cold Steve Austin (WWF) e Triple H (Intercontinental)) vs. The Brothers of Destruction (The Undertaker e Kane) (Duplas) em uma luta Winners Take All pelo Campeonato da WWF, Campeonato Intercontinental da WWF e Campeonato de Duplas da WWF | [ 3 ] [ 3 ] [ 46 ]   |
| 4                                                 | Backlash (2002)              | 21 de abril de 2002    | Kansas City, Missouri                       | Kemper Arena                               | Triple H (c) vs. Hollywood Hulk Hogan pelo Campeonato Indiscutível da WWF | [ 3 ] [ 3 ]          |
| 5                                                 | Backlash (2003)              | 27 de abril de 2003    | Worcester, Massachusetts                    | Worcester Centrum                          | Goldberg vs. The Rock | [ 3 ] [ 3 ]          |
| 6                                                 | Backlash (2004)              | 18 de abril de 2004    | Edmonton, Alberta, Canadá                   | Rexall Place                               | Chris Benoit (c) vs. Shawn Michaels vs. Triple H em uma luta de trios pelo Campeonato Mundial dos Pesos Pesados | [ 3 ] [ 3 ]          |
| 7                                                 | Backlash (2005)              | 1º de maio de 2005     | Manchester, New Hampshire                   | Verizon Wireless Arena                     | Batista (c) vs. Triple H pelo Campeonato Mundial dos Pesos Pesados | [ 3 ] [ 3 ]          |
| 8                                                 | Backlash (2006)              | 30 de abril de 2006    | Lexington, Kentucky                         | Rupp Arena                                 | John Cena (c) vs. Edge vs. Triple H em uma luta de trios pelo Campeonato da WWE | [ 47 ] [ 48 ]        |
| 9                                                 | Backlash (2007)              | 29 de abril de 2007    | Atlanta, Geórgia                            | Philips Arena                              | John Cena (c) vs. Edge vs. Randy Orton vs. Shawn Michaels em uma luta fatal four-way pelo Campeonato da WWE | [ 49 ] [ 50 ]        |
| 10                                                | Backlash (2008)              | 27 de abril de 2008    | Baltimore, Maryland                         | 1st Mariner Arena                          | Randy Orton (c) vs. John "Bradshaw" Layfield vs. John Cena vs. Triple H em uma luta fatal four-way de eliminiação pelo Campeonato da WWE | [ 51 ] [ 52 ] [ 53 ] |
| 11                                                | Backlash (2009)              | 26 de abril de 2009    | Providence, Rhode Island                    | Dunkin' Donuts Center                      | John Cena (c) vs. Edge em uma luta Last Man Standing pelo Campeonato Mundial dos Pesos Pesados | [ 15 ]               |
| 12                                                | Backlash (2016)              | 11 de setembro de 2016 | Richmond, Virginia                          | Richmond Coliseum                          | Dean Ambrose (c) vs. AJ Styles pelo Campeonato Mundial da WWE | [ 20 ]               |
| 13                                                | Backlash (2017)              | 21 de maio de 2017     | Rosemont, Illinois                          | Allstate Arena                             | Randy Orton (c) vs. Jinder Mahal pelo Campeonato da WWE | [ 22 ]               |
| 14                                                | Backlash (2018)              | 6 de maio de 2018      | Newark, Nova Jersey                         | Prudential Center                          | Roman Reigns vs. Samoa Joe | [ 26 ]               |
| 15                                                | Backlash (2020)              | 14 de junho de 2020    | Orlando, Flórida                            | WWE Performance Center                     | Edge vs. Randy Orton | [ 32 ]               |
| 16                                                | WrestleMania Backlash (2021) | 16 de maio de 2021     | Tampa, Flórida                              | WWE ThunderDome at Yuengling Center        | Roman Reigns (c) vs. Cesaro pelo Campeonato Universal da WWE | [ 39 ]               |
| 17                                                | WrestleMania Backlash (2022) | 8 de maio de 2022      | Providence, Rhode Island                    | Dunkin' Donuts Center                      | Drew McIntyre e RK-Bro (Randy Orton e Riddle) vs. The Bloodline (Roman Reigns e The Usos (Jey Uso e Jimmy Uso)) | [ 41 ]               |
| 18                                                | Backlash (2023)              | 6 de maio de 2023      | San Juan, Porto Rico                        | Coliseo de Puerto Rico José Miguel Agrelot | Cody Rhodes vs. Brock Lesnar | [ 42 ]               |
| 19                                                | Backlash France              | 4 de maio de 2024      | Décines-Charpieu, Metrópole de Lyon, França | LDLC Arena                                 | Cody Rhodes (c) vs. AJ Styles pelo Campeonato Indiscutível da WWE | [ 43 ]               |
| 20                                                | Backlash (2025)              | 10 de maio de 2025     | St. Louis, Missouri                         | Enterprise Center                          | John Cena (c) vs. Randy Orton pelo Campeonato Indiscutível da WWE | [ 54 ]               |
| (c) – refere-se ao(s) campeão(s) indo para a luta |                              |                        |                                             |                                            | |                      |